# Hans Christian Ørsted

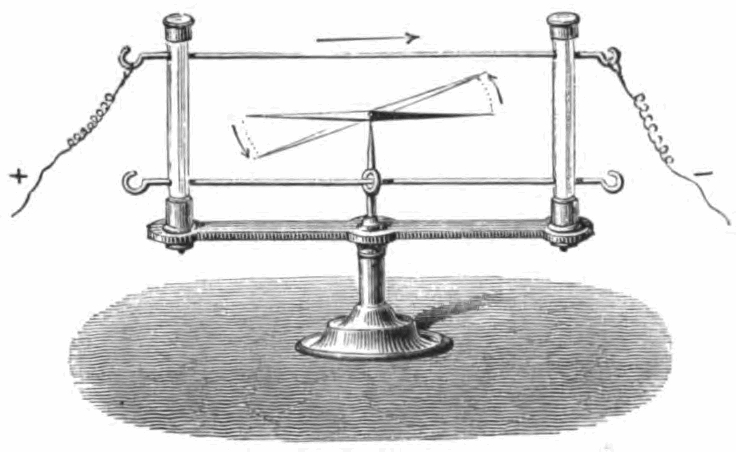
Oerstedův pokus

Hans Christian Ørsted nebo Oersted (14. srpna 1777 Rudkøbing, Langeland – 9. března 1851 Kodaň) byl dánský fyzik, chemik
Studoval na Univerzitě v Kodani. Proslavil se systematickým výzkumem elektromagnetismu, objevil mimo jiné, že elektrický proud působí na střelku kompasu. V roce 1825 izoloval hliník. Jeho jménem je nazvána jednotka intenzity magnetického pole oersted v soustavě CGS a také kráter na Měsíci – Oersted.

## Život
Narodil se v Rudkøbingu. V laboratoři svého otce, chemika Hanse Ørsteda, obklopeného vědeckými přístroji, velmi brzy projevil zájem o vědu. Na Kodaňské univerzitě studoval farmacii a přírodní vědy a roku 1799 získal doktorát prací o Kantově přírodní filosofii. V letech 1801–1804 cestoval po Evropě a setkal se s řadou předních vědců. Německý vědec Johann Wilhelm Ritter, stejně jako Ørsted ovlivněný Kantovou naukou o jednotě přírodních sil, přemýšlel o souvislosti magnetismu a elektřiny a obrátil tak Ørstedův zájem na fyziku.
Ørsted se na cestách mnoho naučil a v roce 1806 začal pracovat na své staré univerzitě. Tam také pořádal přednášky, které byly velmi populární mezi veřejností. Během jedné takové přednášky v dubnu 1820 Ørsted provedl experiment, který dosud nebyl proveden. Na kompas položil drát, do něhož pustil elektrický proud, a magnetizovaná ručička kompasu se vychýlila. Před pokusem se věřilo, že elektřina a magnetismus jsou dvě různé síly. Ørsted jím prokázal, že jsou vzájemně propojeny. Někteří vědci, které ovlivnil tento experiment, pokračovali v bádání o elektromagnetismu. Jejich výzkum vyústil v několik nových vědeckých teorií a různých důležitých vynálezů, jako dynamo a elektromotor.
V roce 1829 založil podle vzoru pařížské École polytechnique, kterou v mládí navštívil, společnost „Den Polytekniske Læreanstalt“ (česky „Polytechnické učiliště“), která je nyní známa jako Dánská technická univerzita (DTU).
Ørsted zemřel v Kodani roku 1851 ve věku 73 let. Byl pochován na Assistenském hřbitově.

## Ocenění
V roce 1808 se Ørstedt stal členem Královské dánské akademie věd, v roce 1815 byl zvolen jejím sekretářem. Od roku 1809 byl členem korespondentem Bavorské akademie věd, od roku 1821 byl jejím zahraničním členem. Jeho zásluhy uznalo i Pruské království a v roce 1842 mu Fridrich Vilém IV. udělil řád Pour le Mérite za vědu a umění, který v tomto roce založil. Od roku 1820 byl Ørsted členem korespondentem Pruské akademie věd. Londýnská Královská společnost Ørsteda vyznamenala v roce 1820 Copleyho medailí a Francouzská akademie mu udělila grant 3 tisíce zlatých franků. V roce 1821 se stal zahraničním členem Royal Society a v roce 1822 zahraničním členem Královské švédské akademie věd.
V roce 1826 byl zvolen zahraničním členem Akademie věd v Göttingenu. V roce 1849 byl zvolen členem American Academy of Arts and Sciences.

### Posmrtná ocenění
První dánský satelit, který byl vypuštěn v roce 1999 a slouží k přesnému měření magnetického pole Země, nese jméno Ørsted.
Jeho jméno nese i měsíční kráter Oersted. Jméno H. C. Ørsted nesla loď, jako první navržená pro kladení podmořských kabelů, kterou postavila v roce 1872 firma Burmeister & Wain v Kodani pro společnost Det Store Nordiske Telegraf-Selskab.